# Телфорд (Англія)
Телфорд (англ. Telford, — місто у Англії, найбільший населений пункт англійського церемоніального графства Шропшир, центр унітарної одиниці Телфорд і Рекін в регіоні Західний Мідленд (графство). Місто назване на честь відомого інженера XVIII-XIX століть Томаса Телфорда. Оцінка чисельності населення (в районі) 175,271 в 2017 та 142,723 в самому Телфорді.
В античності поблизу міста проходила дорога Уотлінг-стріт. Починаючи із Середніх віків у районі розпочалося розвиток вуглільної та залізодобувної промисловості. Телфорд був заснований 16 січня 1963 року під назвою Dawley New Town, проектуванням та забудовою якого керувала Dawley New Town Development Corporation. У 1968 році територія міста була розширена, а сам він був перейменований на Телфорд. До міста активно залучалися іноземні компанії, що перш за все працюють у сфері високих технологій — Unimation (робототехніка), Nikon, Hitachi, Ricoh, Electronic Data Systems, Fujitsu, Capgemini. Проте в 1983 році рівень безробіття становив 22,3% (при населенні близько 100 тисяч). У місті розташований один із найбільших у Великій Британії торгових центрів (площа торгових приміщень — 100 тис. квадратних метрів).
У місті діють Телфордський коледж мистецтв та технологій і філія Університету Вулвергемптона. Пам'ятник індустріальної революції XVIII століття Айронбридж (ущелина), внесений до списку об'єктів Світової спадщини ЮНЕСКО у Великій Британії, в даний час розташовується в межах міста.
Телфорд утворює окремий виборчий округ, який посилає одного депутата до Палати громад Сполученого Королівства, хоча деякі передмістя входять до сусіднього виборчого округу. З моменту створення окремого виборчого округу у 1997 році від Телфорда обиралися лише лейбористи.
У місті є футбольна команда Телфорд Юнайтед, яка виступає у Північній Конференції. З 2007 року місто приймає чемпіонат Великої Британії зі снукеру.